# Облога Кадіса (1810-1812)
Облога Кадіса — блокада французькою армією великого портового міста Кадіс на півдні Іспанії в ході Іспансько-французької війни. Облога тривала з 5 лютого 1810 по 24 серпня 1812.